# Boris Kerner

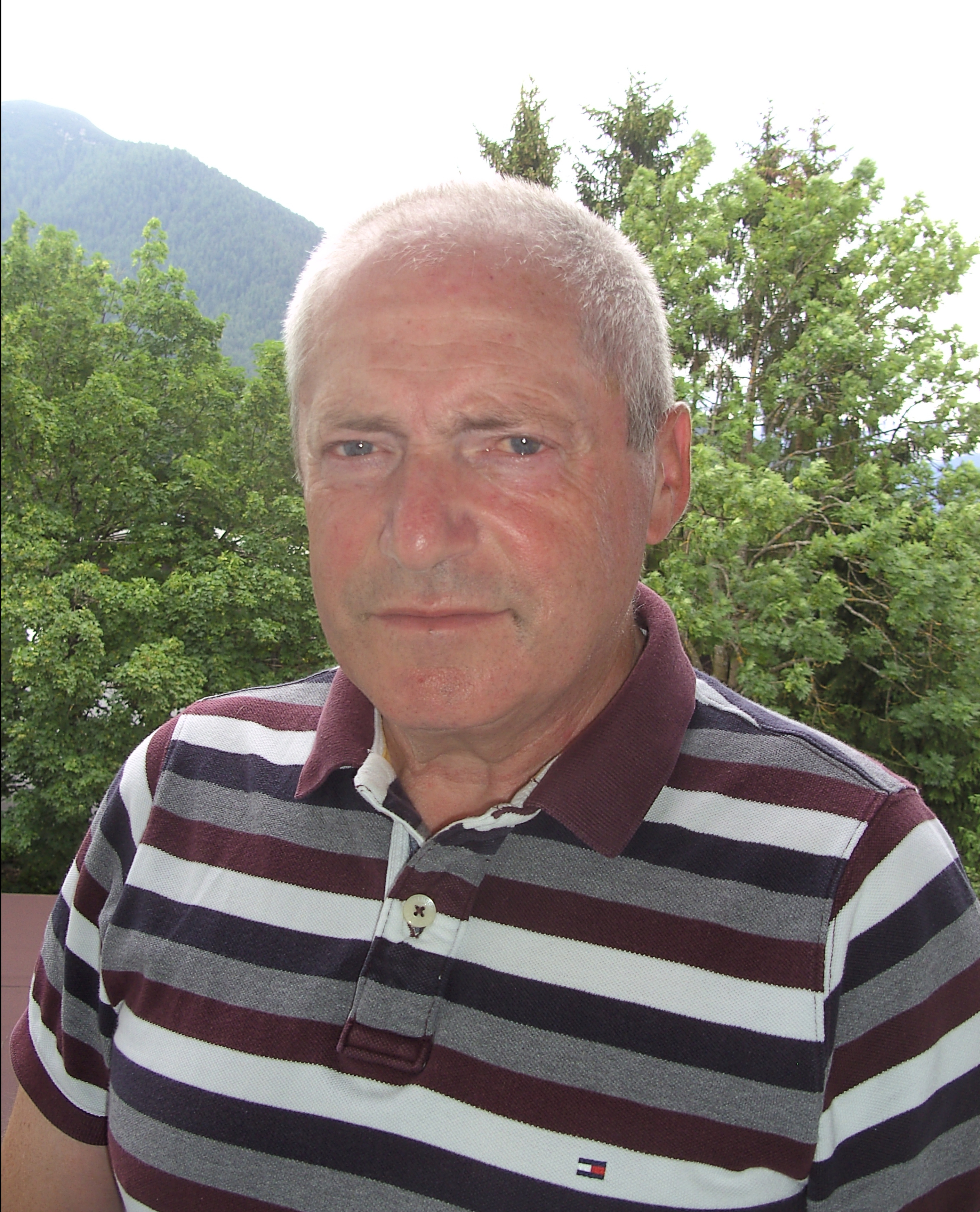
Boris Kerner

Boris S. Kerner (* 1947 in Moskau) ist ein russisch-deutscher Verkehrswissenschaftler. Er ist der Begründer der Drei-Phasen-Verkehrstheorie.

## Leben
Boris S. Kerner ist ein Experte für intelligente verteilte Verkehrssysteme sowie der Theorie der Strukturbildung in dissipativen physikalischen, chemischen und biologischen Systemen. Kerner schloss im Jahr 1972 sein Studium an der Technischen Universität Moskau MIREA ab. Er wurde im Jahr 1979 an der russischen Akademie der Wissenschaften in der Physik und in Mathematik promoviert und im Jahr 1986 habilitiert. Zwischen 1972 und 1992 beschäftigte er sich mit der Physik von Halbleitern sowie Plasma- und Festkörperphysik. Während dieser Zeit entwickelte Boris Kerner zusammen mit V. V. Osipov eine Theorie der Autosolitonen – einzelne intrinsische Zustände, die in eine große Klasse von physikalischen, chemischen und biologischen dissipativen Systemen bilden.
Nach der Emigration von Russland nach Deutschland im Jahr 1992 arbeitete Kerner bei der Daimler AG in Stuttgart. Sein Hauptinteresse gilt seither dem Verständnis des Verkehrs auf Schnellstraßen. Die Erfahrungen mit Autosolitonen halfen Kerner, das Verständnis sowie die Theorie und die Modellierung des Straßenverkehrs zu vertiefen. Empirische räumlich-zeitliche Eigenschaften des Verkehrsaufkommens bilden die Grundlage für die Kernersche Drei-Phasen-Verkehrstheorie. In den Jahren zwischen 2000 und 2013 war Kerner der Leiter des wissenschaftlichen Fachgebietes Verkehr bei der Daimler AG. Von der Universität Duisburg-Essen wurde Kerner am 6. April 2011 der Titel apl. Professor verliehen. Nach seiner Pensionierung bei der Daimler AG am 31. Januar 2013, arbeitet Kerner an der Universität Duisburg-Essen.